# Secretaria de Desenvolvimento Rural do Estado da Bahia
| Secretaria de Desenvolvimento Rural do Estado da Bahia                                                     |                                  |
| Primeira Avenida, 2, Plataforma IV, 3.º andar – CAB Sussuarana – Salvador, Bahia http://www.sdr.ba.gov.br/ |                                  |
| Criação | 11 de dezembro de 2014 (10 anos) |
| Atual secretário                                                                                           | Osni Cardoso                     |
| Orçamento                                                                                                  | R$ 91,778,000 (2023)             |

A Secretaria de Desenvolvimento Rural do Estado da Bahia (SDR) é uma das secretarias que compõem a administração pública direta do Governo do Estado da Bahia que é responsável pela formulação, articulação e execução de políticas, programas, projetos e ações voltadas para a reforma agrária e o desenvolvimento sustentável da agricultura familiar, nela incluídos os meeiros, parceiros, quilombolas, populações indígenas, assentados da reforma agrária, trabalhadores rurais, fundo de fechos de pastos, pescadores, marisqueiros, ribeirinhos, dentre outros, tendo como princípios norteadores a agroecologia, rede solidária de produção e comercialização, desenvolvimento sustentável, gestão e controle social das políticas públicas no estado da Bahia.
Desde janeiro de 2023, o atual secretário é Osni Cardoso, político nomeado pelo governador Jerônimo Rodrigues que foi eleito em outubro de 2022.

## Colegiados vinculados
Os órgãos colegiados e entidades que estão vinculados à SDR são:
- Conselho Estadual de Desenvolvimento Rural Sustentável (CEDRS)
- Companhia de Desenvolvimento e Ação Regional (CAR).